# Belagerung von Mitau
1. Phase: Schwedische Dominanz (1700–1709)
Dänischer Kriegsschauplatz (1700)
Humlebæk • Tönning I 
Livländ./ Estnischer Kriegsschauplatz (1700–1708)
Riga I • Jungfernhof • Varja • Pühhajoggi • Narva • Petschora • Düna • Rauge • Erastfer • Hummelshof • Embach • Tartu • Narva II • Wesenberg I • Wesenberg II
Ingermanländ./ Finnischer Kriegsschauplatz (ab 1701)
Archangelsk • Ladogasee • Nöteborg • Nyenschanz • Newa • Systerbäck • Petersburg • Wyborg I • Porvoo • Newa II • Koporje II • Kolkanpää
Litauisch-weißrussischer Kriegsschauplatz (1702–1706)
Vilnius • Saladen • Jakobstadt • Gemauerthof • Mitau • Grodno I • Olkieniki • Njaswisch • Klezk • Ljachawitschy
Polnischer Kriegsschauplatz (1702–1706)
Klissow • Pułtusk • Thorn • Lemberg • Warschau • Posen • Punitz • Tillendorf • Rakowitz • Praga • Fraustadt • Kalisch 
Russischer Kriegsschauplatz (1708–1709)
Grodno II • Golowtschin • Moljatitschi • Rajowka • Lesnaja • Desna • Baturyn • Koniecpol • Weprik • Opischnja • Krasnokutsk • Sokolki • Poltawa I • Poltawa II
2. Phase: Schweden in der Defensive (1710–1721)
Baltischer und Finnischer Kriegsschauplatz (bis 1714)
Riga II • Wyborg II • Pernau • Kexholm • Reval • Hogland • Pälkäne • Storkyro • Nyslott • Hanko 
Schwed./Norwegischer Kriegsschauplatz (1710–1721)
Helsingborg • Køge-Bucht • Bottnischer Meerbusen • Frederikshald I • Dynekilen-Fjord • Göteborg I • Strömstad • Trondheim • Frederikshald II • Marstrand • Ösel • Göteborg II • Södra Stäket • Grönham • Sundsvall
Norddeutscher Kriegsschauplatz (1711–1716)
Elbing • Wismar I • Lübow • Stralsund I • Greifswalder Bodden I • Stade • Rügen • Gadebusch • Altona • Tönning II • Stettin • Fehmarn • Wismar II • Stralsund II • Jasmund • Peenemünde • Greifswalder Bodden II • Stresow 
Die Belagerung von Mitau, der damaligen Hauptstadt des zu Polen-Litauen gehörenden Herzogtum Kurland und Semgallen, im Großen Nordischen Krieg endete am 3. September 1705 mit der Kapitulation der schwedischen Besatzung.

## Die Beteiligten
Die Besatzung der Hauptstadt von Kurland wurde von Oberst Knorring befehligt. Ein großer Teil der ursprünglichen Garnison Mitaus war im Vorfeld abgezogen und der livländischen Armee unter General Adam Ludwig Lewenhaupt unterstellt worden. General Adam Ludwig Lewenhaupt war der Oberkommandierende aller schwedischen Truppen in Livland und Kurland. So zählte die Besatzung bei der Einschließung durch die russische Armee nur noch 900 Mann. Parallel dazu wurde auch die Festung Bauske durch die russische Armee belagert.

## Im Vorfeld
| \| Belagerung von Mitau \| |
| Lage des Schlachtfeldes    |
| Belagerung von Mitau       |

Aufgrund der Erfolge Lewenhaupts im Vorjahr (Schlacht bei Jakobstadt) erhielt Marschall Scheremetjew den Auftrag, mit einem 20.000 Mann starken Heer das 7000 Mann zählende und zersplitterte Heer Lewenhaupts von Riga abzuschneiden. Außerdem sollte der mit Russland verbündete König von Polen, August II., unterstützt werden durch die Eröffnung einer weiteren Front. Der Vormarsch sollte möglichst lange geheim gehalten werden, um eine Konzentration der schwedischen Kräfte zu vermeiden. Dies gelang jedoch nicht, so dass Lewenhaupt seine Truppen rechtzeitig zusammenziehen konnte.
Bereits am 13. Juli eroberte ein russisches Regiment (etwa 1400 Mann stark) unter dem Befehl von Generalmajor Rodion Christianowitsch Baur kurzzeitig die Stadt Mitau allerdings ohne das dazugehörige Schloss. Sie töteten bei dieser Kommandounternehmung etwa 100 schwedische Soldaten und nahmen sechs Offiziere und 72 Soldaten gefangen. Nach dem Angriff zogen sich die Russen wieder zurück und vereinigten sich mit der Hauptstreitmacht des Feldmarschalls Boris Petrowitsch Scheremetew.
Am 16. Juli 1705 stellte sich Lewenhaupt mit seinem ganzen Heer in Schlachtordnung gegen die heranrückende russische Armee auf. Nach vier Stunden Kampf siegten die Schweden in der Schlacht von Gemauerthof mit einem Verlust von 1500 Mann, während die zahlenmäßig überlegene russische Armee 6000 Mann verlor. Der Sieg der Schweden hielt indes nicht lange vor. Nachdem sich die geschlagene russische Armee nach Wilna zurückzog, übertrug Peter I. Feldmarschall Scheremetjew die Aufgabe, Riga zu belagern. Prinz Repnin sollte die Belagerung von Mitau übernehmen. Gemeinsam mit der Division Prinz Repnin und dem Preobraschensker Leib-Garderegiment marschierte die russische Armee in Richtung Kurland ab. Die russische Armee marschierte nur nachts, um die Geheimhaltung der Operation möglichst lange zu wahren. Dennoch erfuhren schwedische Kundschafter von dem neuerlichen russischen Vorstoß, so dass der zum Generalleutnant beförderte Lewenhaupt seine Truppen in und um Riga zusammenziehen konnte. Das russische Armeekommando richtete daraufhin den geplanten Vorstoß statt auf Riga auf die kleineren Festungen Mitau und Bauske.

## Die Belagerung

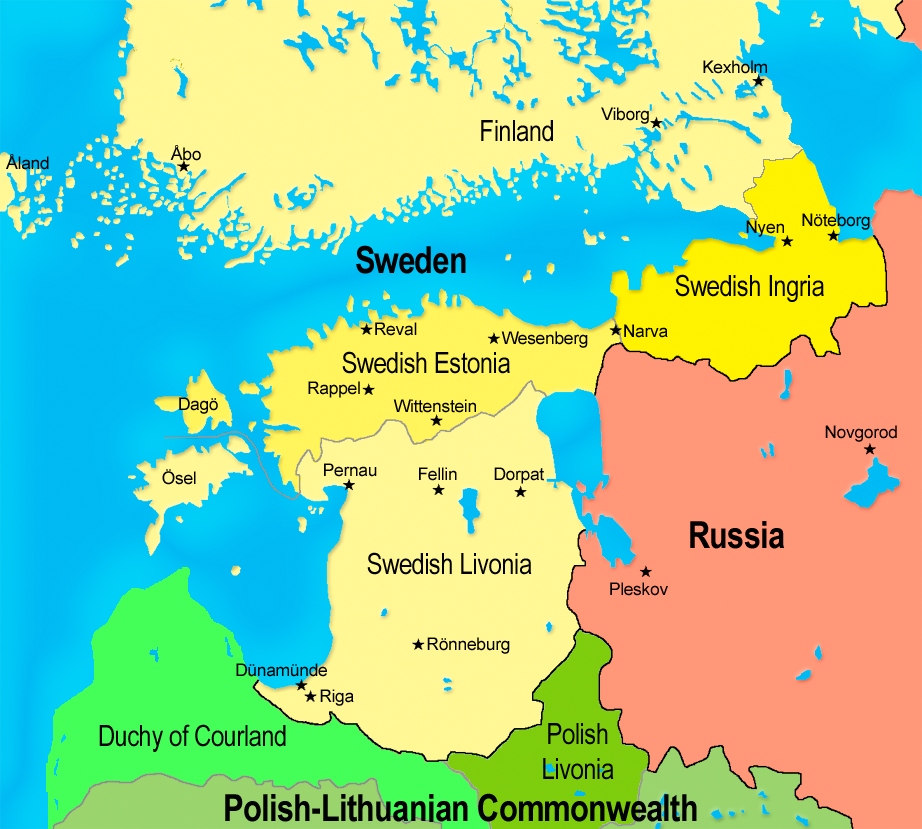
Die schwedischen Besitzungen im Baltikum

Am 25. August 1705 begannen die Russen unter dem Oberbefehl von Prinz Repnin, mit der Belagerung der Stadt und des Schlosses Mitau. Im Schloss von Mitau befanden sich große Mengen militärischer Nachschubgüter und Lebensmittel. Das Schloss bestand aus vier Bastionen. Die west- und nordwärts gelegene Seite wurde durch einen Wassergraben geschützt. Die Ostseite des Schlosses wurde durch einen Graben gedeckt und im Süden deckte der Fluss Aa das Schloss. Die Garnison des Schlosses betrug über 1000 Mann. Das Kommando der Schweden führte Oberst Knorring.
Das Schloss wurde von der russischen Infanterie umstellt. Da die Artillerie noch nicht bereit, war begnügte sich der russische General Prinz Repnin mit der vorläufigen Blockade des Schlosses. In der Nacht zum 28. August versuchten die Schweden einen Durchbruch des Belagerungsringes. Angetrieben durch den Willen zu Überleben und ohne Aussicht auf Entsatz aus Riga, kämpften sich die Schweden durch den Belagerungsring. Die Russen mussten nun ihre Belagerungspositionen verlassen und wurden erfolgreich zurückgedrängt. Erst durch das entschiedene Dagegenhalten des Preobraschensker Leibgarderegiments wurde der Angriff gestoppt, die Schweden wurden wieder in das Schloss zurückgedrängt.
Am 1. September ging die russische Artillerie hinter dem Fluss Aa in Stellung und begann das Schloss zu beschießen. Innerhalb von 24 Stunden hatten die russischen Kanoniere eine Bresche in die Verteidigungswerke der Festung geschossen, außerdem wurden zwei der vier Bastionen durch über 100 Geschosse dem Erdboden gleichgemacht.
Am 2. September erhielt der Kommandant des Schlosses von Prinz Repnin ein Angebot zur Übergabe des Schlosses. Knorring erbat sich eine Bedenkzeit bis zum nächsten Tag. Um seiner Aufforderung Nachdruck zu verleihen, ließ der russische General das Schloss die ganze Nacht hindurch bombardieren. Am nächsten Morgen begannen die Kapitulationsverhandlungen. Dem Kommandanten wurde zugestanden, unter „klingendem Spiel, wehenden Fahnen“ sowie 12 Geschützen und einem Mörser nebst 13 Ladungen für jedes Geschütz das Schloss zu verlassen. Des Weiteren wurde vereinbart, dass die Schweden vom Dragonerregiment des Generalleutnants Carl Ewald von Rönne bis nach Riga eskortiert wurden.

## Die Folgen
Die in der Nähe von Mitau befindliche Stadt Bauske und deren Schloss wurden im Anschluss durch die russischen Truppen belagert. Die aus nicht einmal 500 Mann gestehende Garnison ergab sich am 15. September. Die Befestigungsanlagen des Schlosses wurden von den Russen gesprengt und das Schloss wurde stark beschädigt, so dass es in der Folge unbewohnt blieb. Die Eroberung der Grenzstadt Bauske eröffnete den russischen Truppen einen Zugang nach Polen.
Mit der Eroberung von Mitau und Bauske gingen die beiden letzten Befestigungen der Schweden in Kurland in russische Hände über. Die Russen hatten in nur zwei Wochen Kurland vollständig erobert. Doch die Eroberung konnte nicht dauerhaft gesichert werden. Denn nach der Eroberung Mitaus marschierte Karl XII. zum ersten Mal seit der Schlacht bei Narva mit dem schwedischen Hauptheer in das Baltikum, um den dort bedrängten schwedischen Kräften zu helfen. Ausgangspunkt war Warschau, wo er sich den ganzen Herbst des Jahres 1705 über aufgehalten hatte. Ende des Jahres 1705 begann der Vormarsch des Heeres über die Weichsel und den Bug nach Litauen. Im Herbst hatten schwedische Verstärkungen aus Finnland die in Riga zusammengezogene Armee Lewenhaupts auf eine Stärke von 10.000 Mann gebracht. Die russischen Kräfte in Kurland fürchteten nun, von den Truppen Lewenhaupts in Riga und dem heranmarschierenden Karl in die Zange genommen zu werden. Nach der Sprengung der Festungswerke in Mitau und Bauske zogen sie sich aus Kurland zunächst nach Grodno zurück, so dass Lewenhaupt erneut Kurland besetzen konnte.